# ラズモール木更津
ラズモール木更津（ラズモールきさらづ）は、千葉県木更津市東中央にあった商業施設である。木更津駅東口商業地区の中核ビルであった。

## 概要
2001年12月7日に旧ダイエー木更津店を改装しオープンした。地下1階、地上4階のショッピングモールであった。1階にはメインテナントである食品スーパー尾張屋があったが、末期はB1階、1階以外空きスペースとなっていた。スーパー尾張屋の移転と建物自体の老朽化により2008年11月24日をもって全館閉店した。建物は内装の撤去工事の完了後、2012年1月より解体工事が行われ、現在は駐車場となっている。

## 末期のテナント
- スーパー尾張屋（同市木更津3丁目の旧ホームセンターコマツへ移転。）
- 居酒屋お富さん（同市東太田1丁目の旧回転寿司やまとへ移転。）

## 沿革
- 1973年（昭和48年） ダイエー木更津店（木更津ショッパーズプラザ）が開店。
- 2001年（平成13年）2月18日 ダイエー木更津店が閉店。28年間の歴史に幕を閉じる。
- 2001年（平成13年）12月7日 旧ダイエー木更津店を改装しラズモール木更津が開店。
- 2008年（平成20年）11月24日 ラズモール木更津閉店。